# El Caco
El Caco är ett norskt stoner metal-band från Lillestrøm. Deras manager är den före detta fotbollsspelaren Dan Eggen.
El Caco tilldelades Alarmprisen 2006 i klassen "metal" för albumet The Search.
Bandet nominerades till Spellemannprisen 2005 i klassen "Metal" för albumet The Search och Spellemannprisen 2012 i klassen "Metal" för albumet Hatred, Love & Diagrams.

## Medlemmar
Nuvarande medlemmar
- Øyvind Osa – sång, basgitarr (1998– )
- Anders Gjesti – gitarr (1998– )
- Fredrik Wallumrød – trummor (2007– )

Tidigare medlemmar
- Thomas Fredriksen – trummor (1999–2007)

## Diskografi
Studioalbum
- 2001 – Viva
- 2003 – Solid Rest
- 2005 – The Search
- 2007 – From Dirt
- 2009 – Heat
- 2011 – Hatred, Love and Diagrams
- 2016 – 7
- 2023 - Uncelebration

EP
- 1998 – Sublime EP

Singlar
- 2001 – "Cosmic" / "Weight"
- 2003 – "A Nice Day" / "Squeezing Snow"
- 2005 – "Someone New"
- 2005 – "Underneath"
- 2008 – "I Feel for You"
- 2009 – "Am I Wrong?"
- 2009 – "Heat Heat"
- 2012 – "Hatred"